# Langendorff Remig Péter
Langendorff Remig Péter teológiai doktor, római katolikus plébános Ruszton (Sopron megye). Miután itt és Szent-Jánoson mint plébános 17 évig működött, Bécsbe ment és az egyetemes konzisztórium ülnöke és a magyar nemzet prokurátora volt a 18. század első felében.

## Munkái
1. Theologisch-controversistische Victorie-Predig über den, bey Peterwardein, von der kaiserl. Armee wider den Erb-Feind erhaltenen herrlichen Sieg den 5. Augusti 1816. Vorgetragen in der Königl-hung. Stadt Rust, an dem darauffolgenden heiligen Schutz-Engel-Fest, eben dieses Jahres ... Wien.
2. Der Neu Testamentalische Moyses mit seinem wunderbaren Felsen-Bach, der Heil. Seraphische Vatter Franciscus mit seinem Gnadenreichen Ablasz an dem Fest Porciuncula; denen Catholischen zur heilsamen Speisung, denen Uncatholischen zur nutzlichen Unterweisung, vorgestellet. Uo. év. n. (1723 körül. Neve itt Langendorff Remig Lipótnak van nyomtatva.)